# Чаган (посёлок)
Чаган (каз. Шаған, быв. Семипалатинск-4) — посёлок городского типа в Жанасемейском районе Абайской области Казахстана. Административный центр и единственный населённый пункт Чаганской поселковой администрации. Находится в 74 км от города Семипалатинска на берегу реки Иртыш. Код КАТО — 632863100.
Железнодорожная станция в 80 км к северо-западу от Семипалатинска. Основан в 1950 году, 30 сентября 1958 года получил статус рабочего посёлка, заброшен после вывода российских войск в 1995 году.
До распада Советского Союза представлял собой военный городок, в котором проживало 10 — 11 тысяч жителей — в основном персонал расположенного в 10 км юго-западнее военного аэродрома «Чаган», на котором базировалась дальняя авиация стратегического назначения, в лице 79-й тяжелобомбардировочной авиадивизии ДА ВВС (2 авиаполка по 20 бомбардировщиков Ту-95МС с ядерным оружием, по 6 ракет на каждом).
Имелось 2 детских сада, начальная и средняя школа и стадион. В 1995 году все войсковые части были выведены в Россию, городок передан Республике Казахстан, после чего население резко сократилось.

## Население
В 1999 году население посёлка составляло 672 человека (334 мужчины и 338 женщин). По данным переписи 2009 года, в посёлке проживало 725 человек (361 мужчина и 364 женщины).
На начало 2019 года, население посёлка составило 727 человек (347 мужчин и 380 женщин).